# Quaker City Hockey Club
Quaker City Hockey Club var ett ishockeylag på amatörnivå i Philadelphia, Pennsylvania. Klubben bildades 1897 och lagets förgrundsfigur var den kanadensiske medeldistanslöparen George Orton som studerade vid University of Pennsylvania (och även spelade för skolans ishockeylag). Säsongen 1900–01 spelade klubben i American Amateur Hockey League mot klubbar från New York.